# Tour du Sénégal 2010
Le Tour du Sénégal 2010 est la 13e édition de cette course cycliste par étapes. Il se déroule du 20 au 28 novembre 2010.
Il est remporté par le Sénégalais Massamba Diouf.

## Étapes
| Étape     | Date             | Villes étapes             | Distance (km) | Vainqueur d’étape | Leader du classement général |
| --------- | ---------------- | ------------------------- | ------------- | ----------------- | ---------------------------- |
| Prologue  | sam. 20 novembre | Thiès                     | 30            | Bécaye Traoré     | Bécaye Traoré                |
| 1re étape | dim. 21 novembre | Thiès - Saint-Louis       | 140           | Stéphane Roger    |                              |
| 2e étape  | lun. 22 novembre | Saint-Louis - Saint-Louis |               | Massamba Diouf    | Massamba Diouf               |
| 3e étape  | mar. 23 novembre | Saint-Louis - Thiès       | 198           | Jean Lopez        | Massamba Diouf               |
| 4e étape  | mer. 24 novembre | Thiès - Diourbel          |               | Bécaye Traoré     |                              |
| 5e étape  | ven. 26 novembre | Popenguine - Tivaouane    |               | Bécaye Traoré     |                              |
| 6e étape  | dim. 28 novembre | Dakar                     |               | Stéphane Roger    | Massamba Diouf               |